# 유럽 고속도로 86호선
유럽 고속도로 86호선(European route E86)은 알바니아와 그리스의 국경지대에 속한 도시인 크리스탈로피기에서 그리스의 게피라까지 이어주는 총 연장 470km의 거리를 이룬 유럽 고속도로 노선이다. 주요 경유지로는 크리스탈로피기, 플로리나, 에데사, 야니차, 게피라 등이 있다.